# (11895) Dehant
(11895) Dehant (1991 GU3) – planetoida z grupy pasa głównego asteroid okrążająca Słońce w ciągu 3,62 lat w średniej odległości 2,36 j.a. Odkryta 8 kwietnia 1991 roku.